# バッカスの光景
『バッカスの光景』（バッカスのこうけい、独: Bacchische Szene、英: Bacchic Scene）は、17世紀フランスの巨匠ニコラ・プッサンが1626年ごろにキャンバス上に油彩で制作した絵画である。1630年以前のプッサンの初期ローマ時代に描かれた一連のエロティックなバッカス主題の作品群に属する。1749年までにヘッセン＝カッセル方伯ヴィルヘルム8世により取得されたが、1807-1815年の間、作品はフランスに没収され、当時のパリのナポレオン美術館 (現在のルーヴル美術館) に展示されていた。現在、カッセル古典絵画館 に所蔵されている。

## 作品
この絵画の意味するものは完全には解明されていない。登場人物たちは通常、サテュロスとニンフであるとみなされる。美術史家のブラントによれば、描かれている主題は「Amor vincit Panem」 (アモールが牧神パンに打ち勝つ) である。ヴィーナスがパンの肩に乗っており、アモールがパンのアトリビュート（人物を特定する事物）であるフルートとテュルソス（ギリシア神話に登場する杖）を持って先頭を進んでいる。プットがヴィーナスを背後から支え、彼女の背後にはブドウの籠とワインの水差しを持ったサテュロスが続いている。彼らはピクニックの場所を捜し歩いている
こうした異教の風俗的場面（ヤギの背に乗るニンフ、座って酒を飲んでいる人々の情景など）は本来、古代のカメオや宝石類に彫られていたものである。プッサンが本作のような愛らしい場面を1630年代の大きなバッカス祭図の副産物として描いたのか、マンチーニが記述しているヴェネツィア派の手法で描かれた古代の情景の1つに属するものなのかはわかっていない。いずれにしても、本作のような絵画は人気のある作品となったので、いくつもの複製が伝わっており、どれが原作なのか特定することは容易ではない。プッサン自身がいくつもの複製を作ったこともありうるのである。
なお、この絵画に見られる、ある種の市民的な諧謔と、暗色の葉に対照する黄金色の肌の素晴らしい効果は、プッサンがヴェネツィア派の巨匠ティツィアーノから受け継いだものである。